# Années 1240 av. J.-C.
Les années 1240 av. J.-C. couvrent les années de 1249 av. J.-C. à 1240 av. J.-C.

## Événements

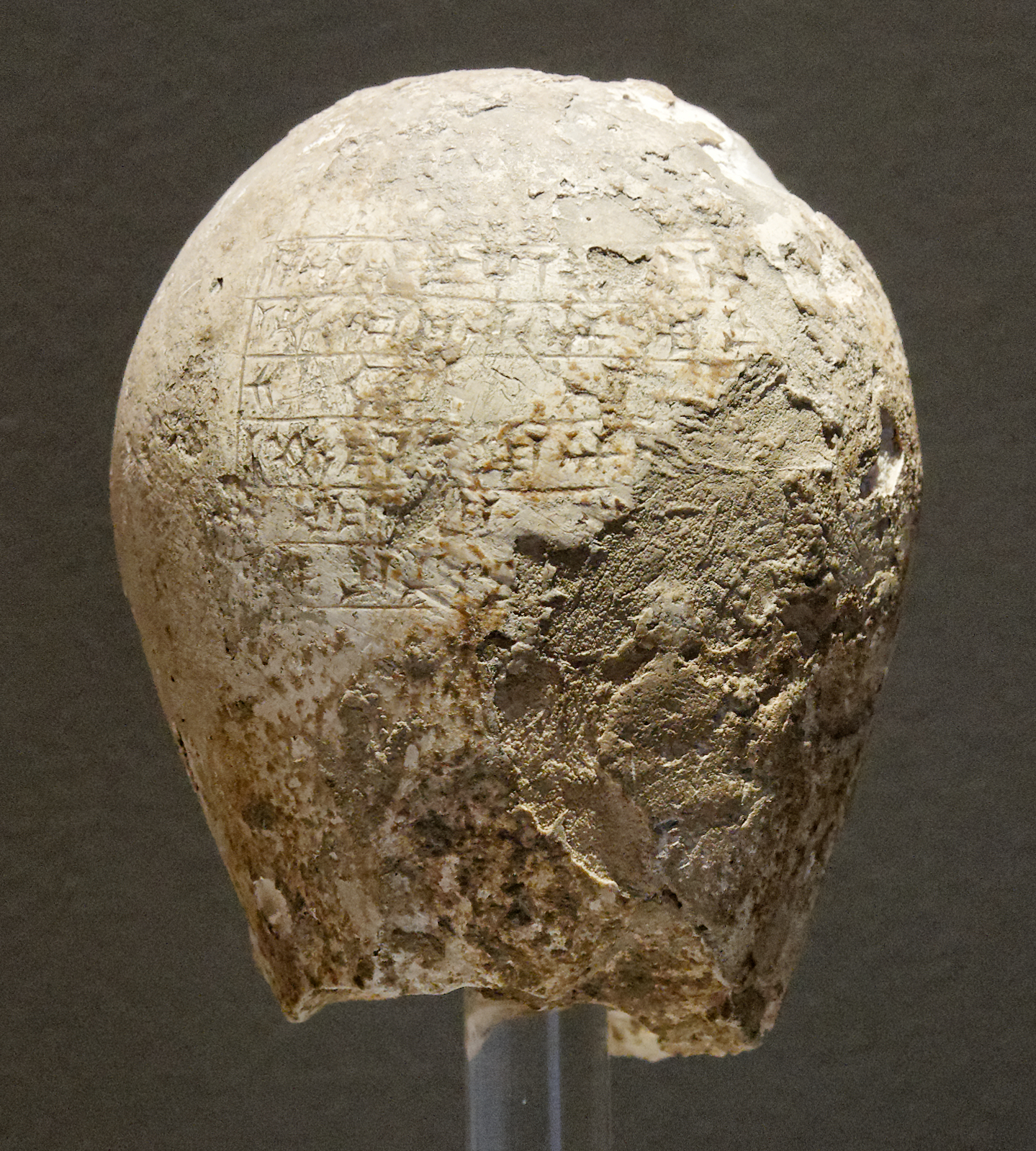
Les Assyriens pratiquent dès le Bronze récent une guerre de plus en plus cruelle. Des expéditions annuelles ou presque leur permettent de faire rentrer l’impôt. Mais ils n’ont pas le privilège de la terreur. Toutes les populations pratiquent à cette époque cette forme de lutte sans merci qui s’accompagne de massacres et de mutilations infligées à des armées défaites (œil droit crevé par exemple). Un trait spécifiquement assyrien est que pour arriver à leurs fins, la même politique de dureté a été pratiquée sur la population assyrienne elle-même et que celle-ci a été soumise à des lois extrêmement sévères.

- 1244-1208[1] : règne de Tukulti-Ninurta Ier, roi d’Assyrie[2]. Tukulti-Ninurta Ier règne jusqu’à l’Euphrate. Souverain d’une rare énergie, il porte la puissance assyrienne à son apogée. Il lance dès le début de son règne des expéditions régulières contre les populations du Zagros. Il y impose des tributs et pratique une politique de terreur. Il défait en deux temps une coalition réunissant des populations du nord, les Subartu. Les fortifications sont rasées, les populations réduites et le pays incorporé à l’empire. Il rencontre pour la première fois les Hittites en franchissant l’Euphrate et fait de nombreux prisonniers, ce qui déclenche immédiatement de véhémentes protestations de Tudhaliya IV, mais pas encore les hostilités[3].
- 1242-1235 av. J.-C.[1] : règne de Kashtiliash IV, roi Kassite de Babylone[4].
- 1240-1235 av. J.-C.[1] : règne de Unpatar-napirisha, roi d’Élam[5].
- Româ-Roÿ devient grand prêtre d’Amon à la fin du règne de Ramsès II[6]. Le clergé d’Amon, dès la fin du règne de Ramsès II, acquiert une large autonomie et la suprématie sur tous les autres cultes. Les terres et les propriétés des temples, enrichis par les largesses royale et le butin rapporté des campagnes, forment de véritables entités administratives et économiques qui échappent au pouvoir du Pharaon. Ils sont désormais exemptés d’impôts. Le clergé d’Amon dispose de sa propre milice et de tribunaux sacerdotaux qui rendent des jugements sous forme d’oracles. La caste des militaires, richement dotée également, menace elle aussi le pouvoir central. Les grandes familles accumulent les hautes charges, qui tendent à devenir héréditaires.